# Cassia (drank)
Cassia is een likeur die wordt bereid van bosbessen, frambozen, suiker(stroop) en brandewijn. Het werd vroeger in Gelderland gemaakt als passende drank voor een bruiloft. Na samenvoeging moet de drank een ruime week tot 3 weken staan, waarna het gefilterd wordt, en in een fles gedaan om nog enkele maanden te rijpen.